# Грей, Джон, 2-й барон Грей из Уилтона
Джон де Грей (англ. John de Grey; приблизительно 1268 — 28 октября 1323) — английский аристократ и крупный землевладелец, 2-й барон Грей из Уилтона с 1308 года. Участвовал в войнах с Шотландией, был в числе лордов-ордайнеров, пытавшихся ограничить власть короля Эдуарда II, но во время Войны Диспенсеров перешёл на сторону монарха. Передал большую часть своих владений младшему сыну, в результате чего появилась новая ветвь рода — Греи из Ратина.

## Биография
Джон де Грей принадлежал к старинному разветвлённому роду нормандского происхождения, представители которого обосновались в Англии в XI веке. Он был единственным сыном Реджинальда де Грея, 1-го барона Грея из Уилтона, и Мод де Лонгшамп, и родился приблизительно в 1268 году. Самое раннее упоминание Джона в источниках относится к 1277 году: тогда мальчик получил королевскую защиту, необходимую для поездки в Уэльс. В 1278 году ему и его отцу было разрешено совершить паломничество в Сантьяго-де-Компостела, в том же году и восемью годами позже двое Греев получили помилование за охоту на оленей в королевских лесах. В 1305 году Реджинальд и Джон были официально извещены о том, что королевская опала (о её причинах ничего не известно) будет с них снята, если они явятся в суд.
В апреле 1308 года первый барон Грей из Уилтона умер. Джон (к тому моменту уже примерно сорокалетний) получил в наследство обширные земли в Северном Уэльсе вокруг Ратина и многочисленные поместья в ряде графств Англии — Херефордшире, Дербишире, Эссексе, Глостершире, Хантингдоншире, Бэкингемшире, Бедфордшире. Ещё ему достались долги, достигшие в совокупности крупной суммы в 200 фунтов. С 21 июня 1308 года Джона регулярно вызывали как лорда на военную службу, с 8 января 1309 года в королевский совет, с 4 марта 1309 года — в парламент; поэтому он считается вторым бароном Греем из Уилтона.
Во внутриполитической борьбе, развернувшейся в правление Эдуарда II, Грей встал на сторону оппозиции. Он был в числе 25 лордов, собравшихся на турнире в Данстэйбле в марте—апреле 1309 года и впервые заявивших о необходимости реформ; в марте 1310 году барон вошёл в комитет лордов-ордайнеров, который должен был провести преобразования и фактически ограничить королевскую власть. В 1314 году Грей сражался с шотландцами при Бэннокберне, где англичане были наголову разбиты, а в 1315—1316 годах занимал должность юстициария Северного Уэльса. Когда Эдуард II заключил Ликский договор с оппозицией (1318), Джон стал одним из 16 членов созданного при монархе постоянного совета. В 1320 году он сопровождал короля в его поездке во Францию. В том же году Грей был хранителем мира в Бедфордшире. Когда бароны восстали против Эдуарда и его фаворитов Диспенсеров, Джон поддержал короля. Он собрал войска в Уэльсе и присоединился к королевскому совету в Ковентри, а после разгрома мятежников заседал в парламенте, законодательно оформившем триумф монарха (1322). При этом известно, что валлийские вассалы Эдуарда во время боевых действий разграбили Ратин.
Джон де Грей умер 28 октября 1323 года, в возрасте примерно 55 лет.

## Семья и наследство
Второй барон Грей из Уилтона был женат дважды: первым браком на Энн Феррерс, дочери Уильяма Феррерса из Гроуби и Джоан ле Диспенсер, а вторым — на Мод де Верден, дочери Джона де Вердена и Элеоноры де Богун. В первом браке родился сын Генри (1281—1342), во втором — сын Роджер и дочь Джоан (умерла до 1353), ставшая женой Ральфа Бассета, 2-го барона Бассета из Дрейтона.
К концу жизни Джон владел землями в 26 графствах. Его любимым сыном был младший, и барон ещё в 1311 году добился королевского разрешения передать Роджеру замок Ратин в Уэльсе с прилегающими землями, все свои владения в Бедфордшире и большую часть — в Бакингемшире. В итоге, хотя следующим бароном Греем из Уилтона стал Генри, Роджер получил две трети всех семейных владений и стал основателем новой ветви рода — Греев из Ратина.